# FHM
FHM (For Him Magazine) là một tạp chí của Anh chuyên về lối sống nam giới được phát hành ở nhiều nước trên thế giới. Ấn bản chính của tạp chí có một số chuyên mục nổi bật như 100 phụ nữ quyến rũ nhất thế giới của FHM – danh sách có sự góp mặt của nhiều ca sĩ, dẫn chương trình, ngôi sao truyền hình thực tế và người mẫu. Ấn bản cuối cùng của tạp chí FHM ở Anh được in vào tháng 12 năm 2015, kế đó tạp chí này chuyển sang hoạt động chỉ trên nền tảng kỹ thuật số với những nội dung được cập nhật hàng ngày về các đề tài như mẹo hẹn hò, tư vấn về phong cách, tin tức nóng hổi, mẹo vặt, thể thao và giải trí. Nhiều người mẫu nổi tiếng từng góp mặt trên bìa tạp chí gồm có Rosie Huntington-Whiteley, Anne Vyalitsyna, Miranda Kerr, Candice Swanepoel, Irina Shayk và Emily Ratajkowski.

## Lịch sử hoạt động
FHM bắt đầu được xuất bản vào năm 1985 tại Anh dưới cái tên For Him Magazine, rồi được đặt tựa thành FHM vào tháng 5 năm 1992. dù cho cái tên đầy đủ For Him Magazine vẫn tiếp tục xuất hiện trên cột bìa của mỗi số ra. Người phụ nữ đầu tiên có mặt trên trang bìa là Gina Davies vào tháng 2 năm 1993. Kể từ đó nở rộ lên xu hướng hàng loạt các sao nữ được chọn lên làm ảnh bìa, ví dụ như Naomi Campbell và Andie MacDowell. Tạp chí bắt đầu được lưu hành nhân rộng đến các sạp bán báo theo quý vào mùa xuân năm 1987 và theo tháng vào năm 1994. Công ty EMAP Consumer Media đã mua lại quyền sở hữu FHM và ấn phẩm tiếp tục thống trị thị trường tạp chí nam giới ở Anh và bắt đầu mở rộng ra thị trường quốc tế khi có mặt ở 22 quốc gia, trong đó có Ấn Độ. Ngày 17 tháng 11 năm 2015, FHM ấn bản Anh tuyên bố ngừng hoạt động lưu hành trên báo giấy cùng tạp chí ZOO, nhưng vẫn giữ hình thái trực tuyến trên miền web FHM.com. Tháng 8 năm 2016, dưới sự chỉ đạo của BauerXcel Media – chi nhánh của Bauer Media Group, ông Nick Dimengo được bổ nhiệm làm tổng biên tập cao cấp của trang FHM.com. 

## 100 phụ nữ quyến rũ nhất củaFHM
Mỗi ấn bản quốc tế của FHM đều công bố danh sách xếp hạng thường niên những người phụ nữ quyến rũ nhất còn sống, dựa theo những lá phiếu bầu chọn của độc giả và ban biên tập thông qua miền web của tạp chí. Năm phát hành số in, người chiến thắng, tuổi người chiến thắng ở thời điểm được bầu chọn và các nhận xét nổi bật được ghi ở phía dưới đây. Dữ liệu thông tin dưới đây chỉ nhắc đến ấn bản FHM của Anh, bởi mỗi phiên bản quốc tế lại cho ra đời những danh sách và các người chiến thắng khác nhau.
| Năm  | Quán quân                 | Tuổi | Ghi chú |
| ---- | ------------------------- | ---- | --- |
| 1995 | Claudia Schiffer          | 25   | Siêu mẫu đầu tiên giành danh hiệu                                                                            |
| 1996 | Gillian Anderson          | 28   | Người chiến thắng bằng lá phiếu của độc giả                                                                  |
| 1997 | Teri Hatcher              | 33   | Phụ nữ đầu tiên trên 30 tuổi giành giải                                                                      |
| 1998 | Jenny McCarthy            | 26   | Cựu người mẫu của Playboy                                                                                    |
| 1999 | Sarah Michelle Gellar     | 22   | Nữ diễn viên người Mỹ                                                                                        |
| 2000 | Jennifer Lopez            | 31   | |
| 2001 | Jennifer Lopez            | 32   | Phụ nữ đầu tiên thắng giải 2 lần                                                                             |
| 2002 | Anna Kournikova           | 22   | Vận động viên đầu tiên và duy nhất giành giải                                                                |
| 2003 | Halle Berry               | 37   | Nữ diễn viên người Mỹ. Người thắng cử lớn tuổi nhất, và cũng là người da đen đầu tiên và duy nhất đoạt giải. |
| 2004 | Britney Spears            | 22   | Ngôi sao nhạc pop người Mỹ                                                                                   |
| 2005 | Kelly Brook               | 25   | Người Anh đầu tiên đoạt giải                                                                                 |
| 2006 | Keira Knightley           | 21   | Nữ diễn viên người Anh. Người thắng cử trẻ nhất                                                              |
| 2007 | Jessica Alba              | 26   | Nữ diễn viên người Mỹ                                                                                        |
| 2008 | Megan Fox                 | 22   | Nữ diễn viên người Mỹ                                                                                        |
| 2009 | Cheryl Cole               | 25   | Ca sĩ của nhóm Girls Aloud                                                                                   |
| 2010 | Cheryl Cole               | 26   | Ca sĩ của nhóm Girls Aloud                                                                                   |
| 2011 | Rosie Huntington-Whiteley | 24   | Nữ diễn viên người Anh                                                                                       |
| 2012 | Tulisa                    | 23   | Nữ ca sĩ người Anh                                                                                           |
| 2013 | Mila Kunis                | 29   | Nữ diễn viên người Mỹ gốc Ukraina                                                                            |
| 2014 | Jennifer Lawrence         | 23   | Nữ diễn viên người Mỹ                                                                                        |
| 2015 | Michelle Keegan           | 27   | Nữ diễn viên người Anh                                                                                       |
| 2016 | Margot Robbie             | 26   | Nữ diễn viên người Úc                                                                                        |
| 2017 | Gal Gadot                 | 32   | Nữ diễn viên người Israel                                                                                    |

## FHMQuốc tế
Dưới đây là các quốc gia/vùng lãnh thổ mà FHM được lưu hành.
| Quốc gia                                          | Nhà xuất bản                                                                                  |
| ------------------------------------------------- | --------------------------------------------------------------------------------------------- |
| FHM Úc                                            | Bauer Media Group                                                                             |
| FHM Canada                                        | Xuất bản từ năm 1995 đến 2007                                                                 |
| FHM Trung Quốc                                    | Theo xu hướng của báo chí                                                                     |
| FHM Đan Mạch                                      | Benjamin Publications A/S                                                                     |
| FHM Estonia                                       |                                                                                               |
| FHM Pháp                                          | Qua tay các đơn vị xuất bản từ Emap, Mondadori đến 1633 Publishing                            |
| FHM Đức                                           |                                                                                               |
| FHM Hà Lan                                        | Free Media Group                                                                              |
| FHM Ấn Độ                                         | TCG Media Group                                                                               |
| FHM Indonesia                                     | MRA Media Group, ngừng hoạt động vào tháng 12 năm 2017                                        |
| FHM Nhật Bản                                      |                                                                                               |
| FHM Latvia                                        | Lilita                                                                                        |
| FHM Lithuania                                     |                                                                                               |
| FHM Malaysia                                      | Astro Digital Publications Sdn Bhd                                                            |
| FHM Mexico                                        |                                                                                               |
| FHM Na Uy                                         | Bonnier Group                                                                                 |
| FHM Tajikistan Turkmenistan Kyrgyzstan Kazakhstan |                                                                                               |
| FHM Philippines                                   | Summit Media, closed on 1 May 2018                                                            |
| FHM Bồ Đào Nha                                    | Impresa Publishing (từng được sở hữu bởi Abril, ngừng hoạt động vào ngày 25 tháng 2 năm 2010) |
| FHM Romania                                       | Xuất bản từ tháng 4 năm 2000 đến tháng 8 năm 2014                                             |
| FHM Nga                                           | Ngừng hoạt động năm 2016                                                                      |
| FHM Singapore                                     | Mediacorp, ngừng hoạt động vào năm 2015                                                       |
| FHM Slovenia                                      | VideoTop                                                                                      |
| FHM Nam Phi                                       | Media24                                                                                       |
| FHM Tây Ban Nha                                   |                                                                                               |
| FHM Thụy Điển                                     | Hiện vẫn xuất bản                                                                             |
| FHM Đài Loan                                      | Taiwan Publishing Co, hiện vẫn xuất bản                                                       |
| FHM Thái Lan                                      | Inspire Entertainment                                                                         |
| FHM Thổ Nhĩ Kỳ                                    | Saffron Media                                                                                 |
| FHM Liên hiệp Anh                                 | Bauer Media Group (chỉ dưới dạng trực tuyến)                                                  |
| FHM Mỹ                                            | Ngừng hoạt động                                                                               |
| FHM Hungary                                       | Jessica Szekeres                                                                              |